# Žehušice
Žehušice (en allemand : Schuschitz) est un bourg (městys) du district de Kutná Hora, dans la région de Bohême-Centrale, en République tchèque. Sa population s'élevait à 799 habitants en 2020.

## Géographie
Žehušice se trouve à 7 km au nord de Čáslav, à 10 km à l'est-nord-est de Kutná Hora et à 72 km à l'est-sud-est de Prague.
La commune est limitée par Rohozec au nord-ouest, par Horka I au nord-est, par Bílé Podolí à l'est, par Vlačice au sud-est, et par Chotusice au sud et à l'ouest.

## Histoire
La première mention écrite de la localité date de 1350. La commune a le statut de městys depuis le 10 octobre 2006.

## Administration
La commune se compose de deux quartiers :
- Žehušice
- Bojmany

## Transports
Par la route, Žehušice se trouve à 9,5 km de Čáslav, à 13 km de Kutná Hora et à 87 km de Prague.

## Personnalité
- Giovanni Punto, né Jan Václav Stich (1746-1803), musicien.